# Hinterwälder-Rind
| Rasseschlüssel |
| -------------- |
| HIN 14         |
| Stehende Kuh   |

Das Hinterwälder-Rind, auch einfach Hinterwälder, ist ein alter Landschlag des Hausrindes.
Das Hinterwälder-Rind soll sich aus dem Keltenrind entwickelt haben. Sein Herkunftsgebiet ist der Südschwarzwald, wo es heute noch gehalten wird. Es hat sich ebenso wie das Vorderwälder-Rind den dortigen Verhältnissen hervorragend angepasst. Die Kühe sind kleinrahmig und haben eine Widerristhöhe von 115 bis 125 cm bei einem Gewicht von 380 bis 480 kg und einer Milchleistung von jährlich etwa 3000 kg. Die männlichen Tiere haben eine Risthöhe von etwa 130–135 cm bei einer Masse von 750 kg und täglicher Zunahme von 950 g. Der Kopf ist meist weiß, das übrige Fell hellgelb bis dunkelrot-braun auf weißem Grund, gefleckt. Hinterwälder sind sehr genügsam und langlebig. Die Kühe sind die langlebigsten in Deutschland.
1889 begann man mit der organisierten Zucht der Rasse. Das Hinterwälder-Rind wurde 1992 von der Gesellschaft zur Erhaltung alter und gefährdeter Haustierrassen (GEH) zur „Gefährdeten Nutztierrasse des Jahres“ erklärt. Diese Rasse ist vom Aussterben bedroht. Um die Rasse zu erhalten, zahlt das Land Baden-Württemberg Haltungsprämien. Der Zoo Berlin hält eine kleine Population dieser Rasse, ebenso die Stuttgarter Wilhelma und rund zehn weitere tiergärtnerische Einrichtungen in Deutschland. Die Naturlandstiftung Saar hält in ihrem Landschaftspflegehof im Landschaftspark und Hofgut Imsbach über 100 Tiere, die wohl größte Herde im südwestdeutschen Raum. In der Schweiz kümmern sich die ProSpecieRara und der Schweizerische Hinterwälder Zuchtverein um den Erhalt dieser Rinderrasse. Als typisches Zweinutzungsrind (Milch- und Fleischnutzung) erfährt es seit einiger Zeit eine kleine Renaissance.

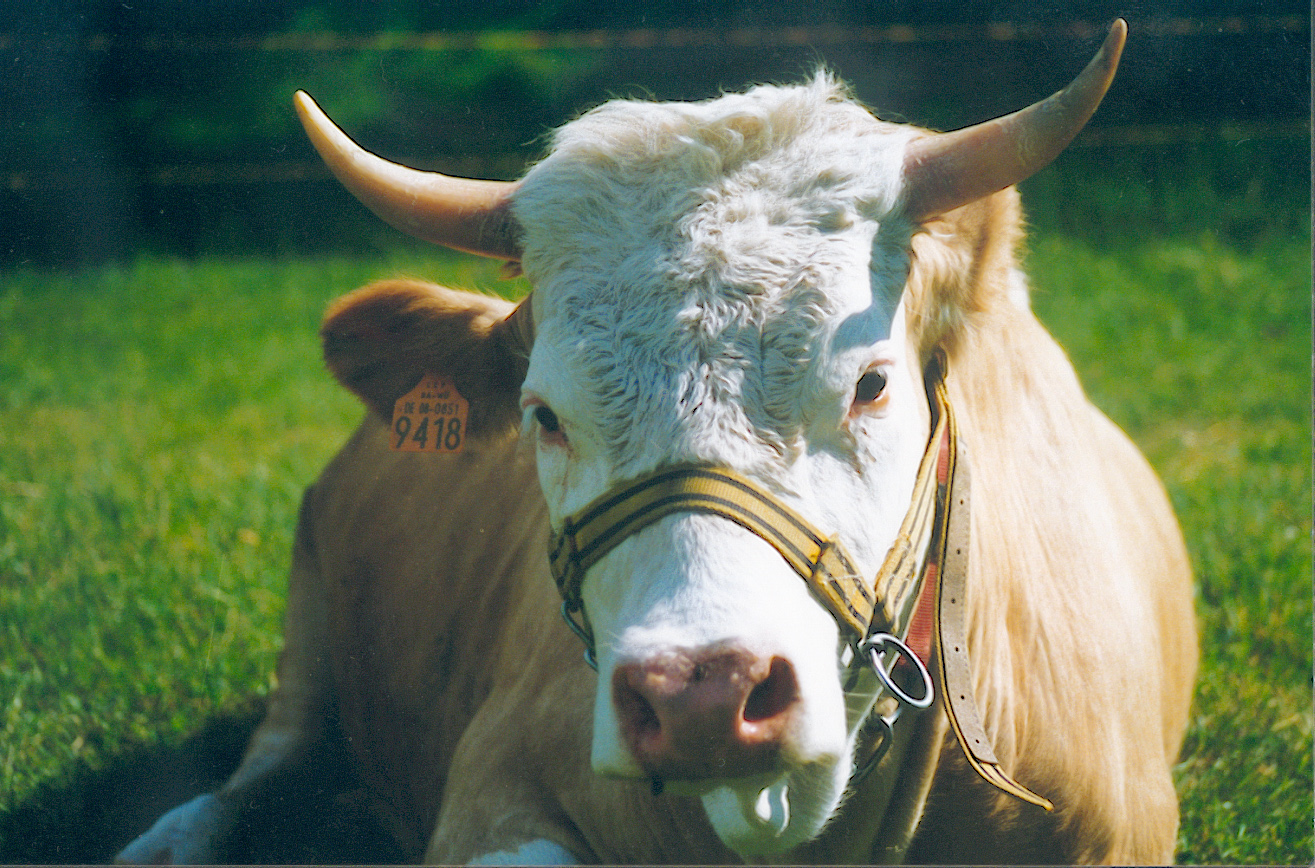
Liegende Kuh
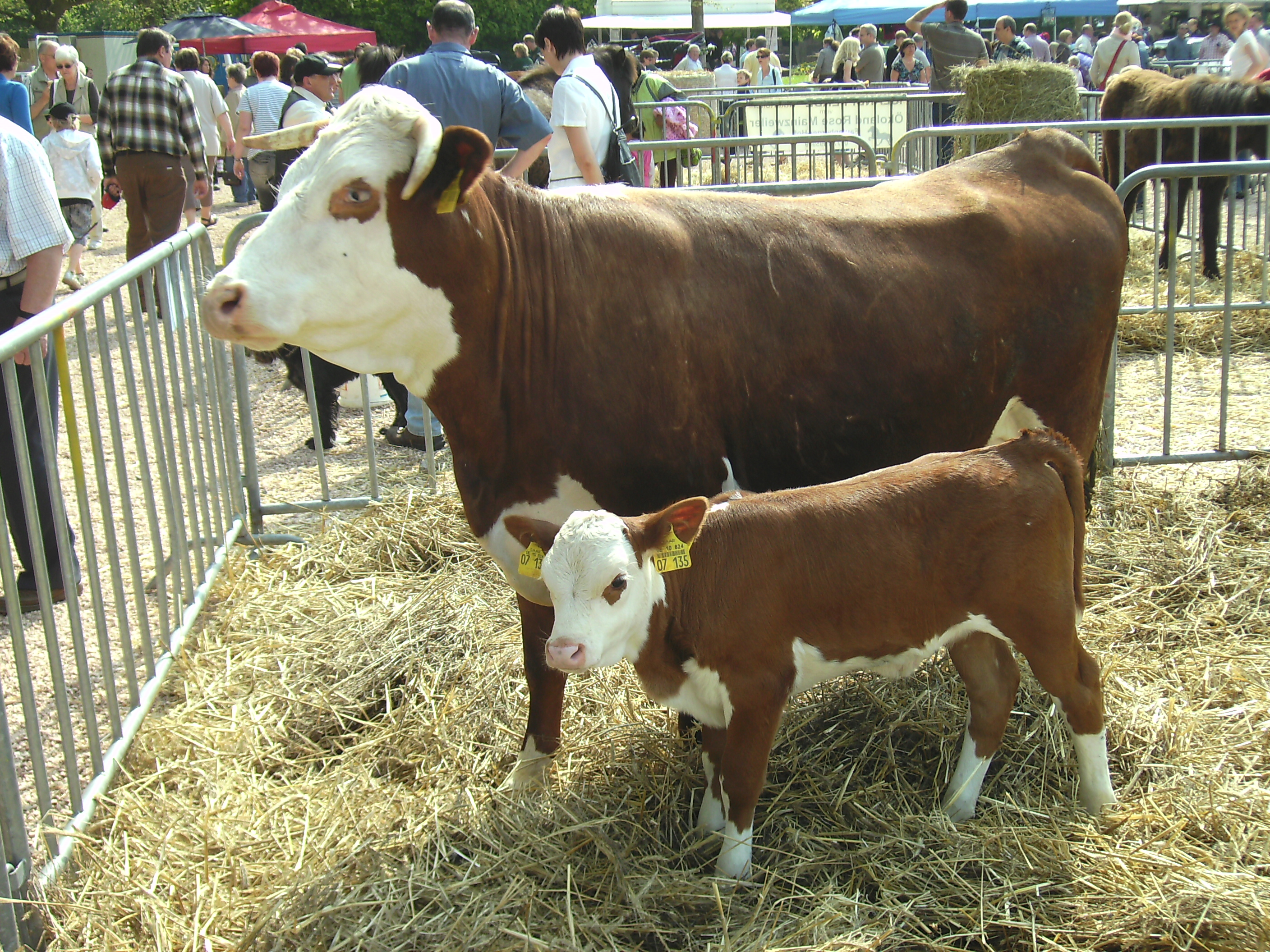
Dunkle Kuh mit Kalb
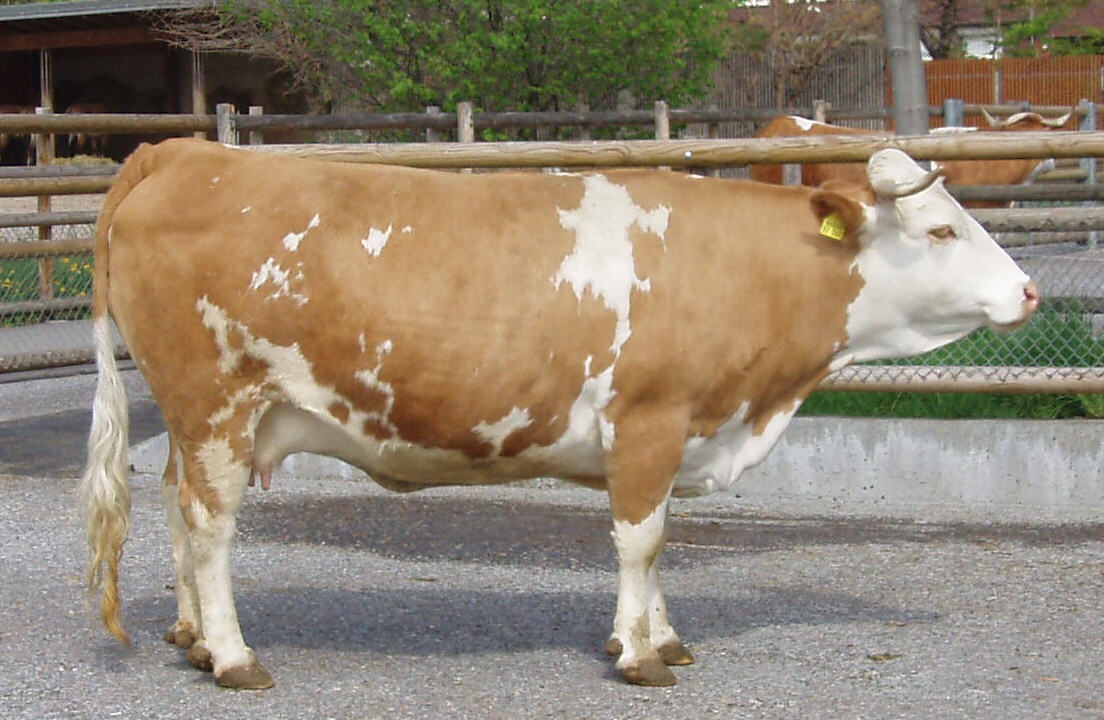
Helle Kuh

Nach langer Stagnation bei rund 700 Tieren halbierte sich der Bestand in Deutschland in den zehn Jahren bis 2018 jedoch auf 394 weibliche und 12 männliche Tiere. Stärker entwickelte sich hingegen eine allenfalls der Fleischerzeugung dienliche, hauptsächlich zur Landschaftspflege eingesetzte Zuchtlinie mit 1858 / 77 Tieren.